# The Mansa of Mali...a Retrospective
Albums de Salif Keïta
Amen
(1995) Folon
(1995)
The Mansa of Mali...a Retrospective est un album de compilation des chansons de Salif Keïta de la période 1987-1991 sorti en 1995 sur le label Mango.

## Historique
Cet album de florilèges regroupe les principaux titres des trois premiers albums (Soro, Ko-Yan et Amen) de Salif Keïta parus durant la période 1987-1991 sur le label Island Records.

## Liste des titres
| No  | Titre            | Durée |
| --- | ---------------- | ----- |
| 1.  | Sina (Soumbouya) | 4:51  |
| 2.  | Mandjou          | 12:43 |
| 3.  | Nyanafin         | 5:42  |
| 4.  | Ignadjidje       | 6:06  |
| 5.  | Nou pas bouger   | 7:16  |
| 6.  | Djembe           | 5:05  |
| 7.  | Souareba         | 4:40  |
| 8.  | Tenin            | 6:15  |
| 9.  | Sanni Kagniba    | 7:56  |
| 10. | Dalimansa        | 4:52  |